# یانه هاویستو
یاننه پِککا هاویستُ (فنلاندی: Janne Pekka Haavisto؛ زادهٔ ۲۸ نوامبر ۱۹۶۴ در اسپو، فنلاند) نوازندهٔ درام، مهندس ضبط و تهیه کنندهٔ ضبط فنلاندی است. او از سال ۱۹۸۳ یعنی از ۱۶ سالگی به بعد یک نوازندهٔ حرفه ای است.

## به عنوان داور
- عضو هیئت داوران جایزهٔ Teosto، ۲۰۰۷

## دیسکوگرافی
- Welcome Tourist We Take Your Dolar (2000)
- Permanent Jet Lag (2002)